# Игрален филм
Игрален филм е такъв, в който участват актьори или натуршчици, изпълняващи роли по предварително написан сценарий, който разказва измислена, художествена история. Уточнението, че филмът е игрален, се прави в случаи, когато е важно произведението да се отличи от анимационно или документално такова.
Смесвания на жанровете и изключения от „правилото“ за актьорите или измислените събития се правят постоянно: в датското течение Догма се използват много от средствата на документалното кино (вж. Ларс фон Триер); в специалните ефекти на много игрални филми се употребява анимация („Кой натопи Заека Роджър“ на Робърт Земекис); има игрални филми, изпълнени изцяло от животни („Мечката“ на Жан-Жак Ано); такива, в които се работи почти без сценарий („Девет песни“ на Майкъл Уинтърботъм) и така нататък.